# Lincoln Capri
Lincoln Capri – samochód osobowy klasy luksusowej produkowany pod amerykańską marką Lincoln w latach 1952–1958. 

## Pierwsza generacja

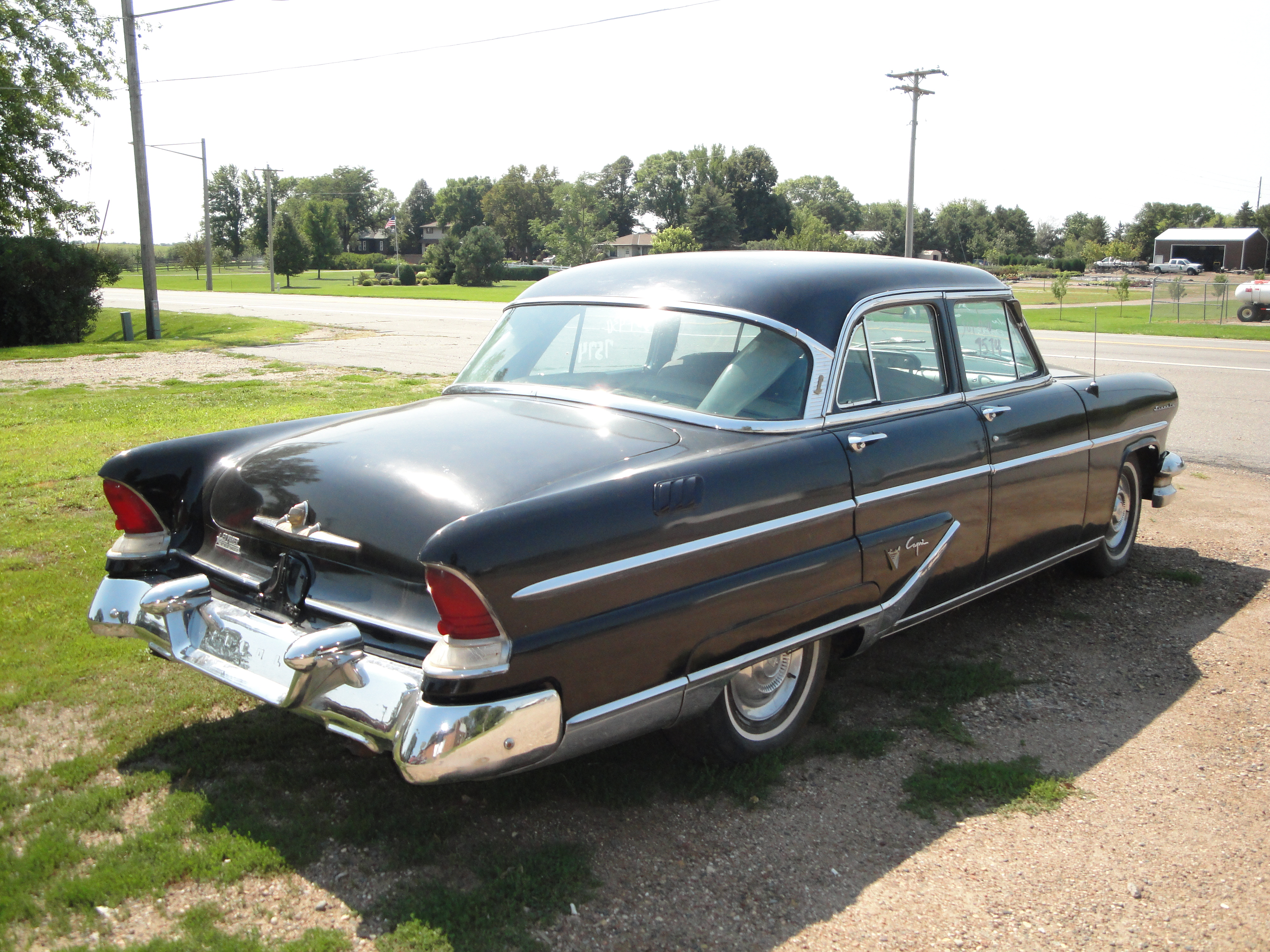
Lincoln Capri I - tył

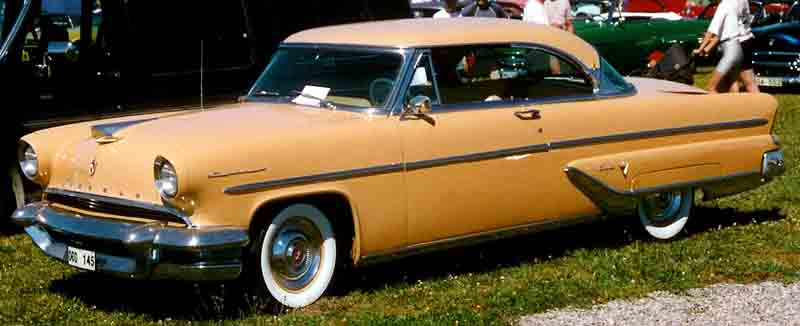
Lincoln Capri I Cabriolet

Lincoln Capri I został zaprezentowany po raz pierwszy w 1952 roku.
Pierwsza generacja modelu Capri została zaprezentowana przez Lincolna równolegle z drugą generacją topowego modelu Cosmopolitan. Capri pełnił funkcję tańszego i przystępniejszego cenowo wariantu tych bliźniaczych konstrukcji.
Charakterystycznymi cechami wyglądu były wyraźnie zaznaczone reflektory, a także zaokrąglona maska i obłe proporcje nadwozia. Lincoln Capri I był oferowany zarówno jako 4-drzwiowy sedan, jak i 2-drzwiowe coupe i 2-drzwiowy kabriolet. Standardowo samochód w 1952 roku miał automatyczną skrzynię biegów Dual range Hydra-Matic.
Przyspieszenie do 97 km/h według testówynosiło 14,8 s, prędkość maksymalna według licznika powyżej 177 km/h (110 mph), a czas startu na 1/4 mili: 21,3 s. Zdaniem dziennikarza motoryzacyjnego Floyda Clymera, w 1952 roku Lincoln Capri był jednym z trzech najlepszych samochodów produkcji amerykańskiej.

### Silnik
- V8 5.5l Flathead
- V8 5.6l Y-Block

## Druga generacja

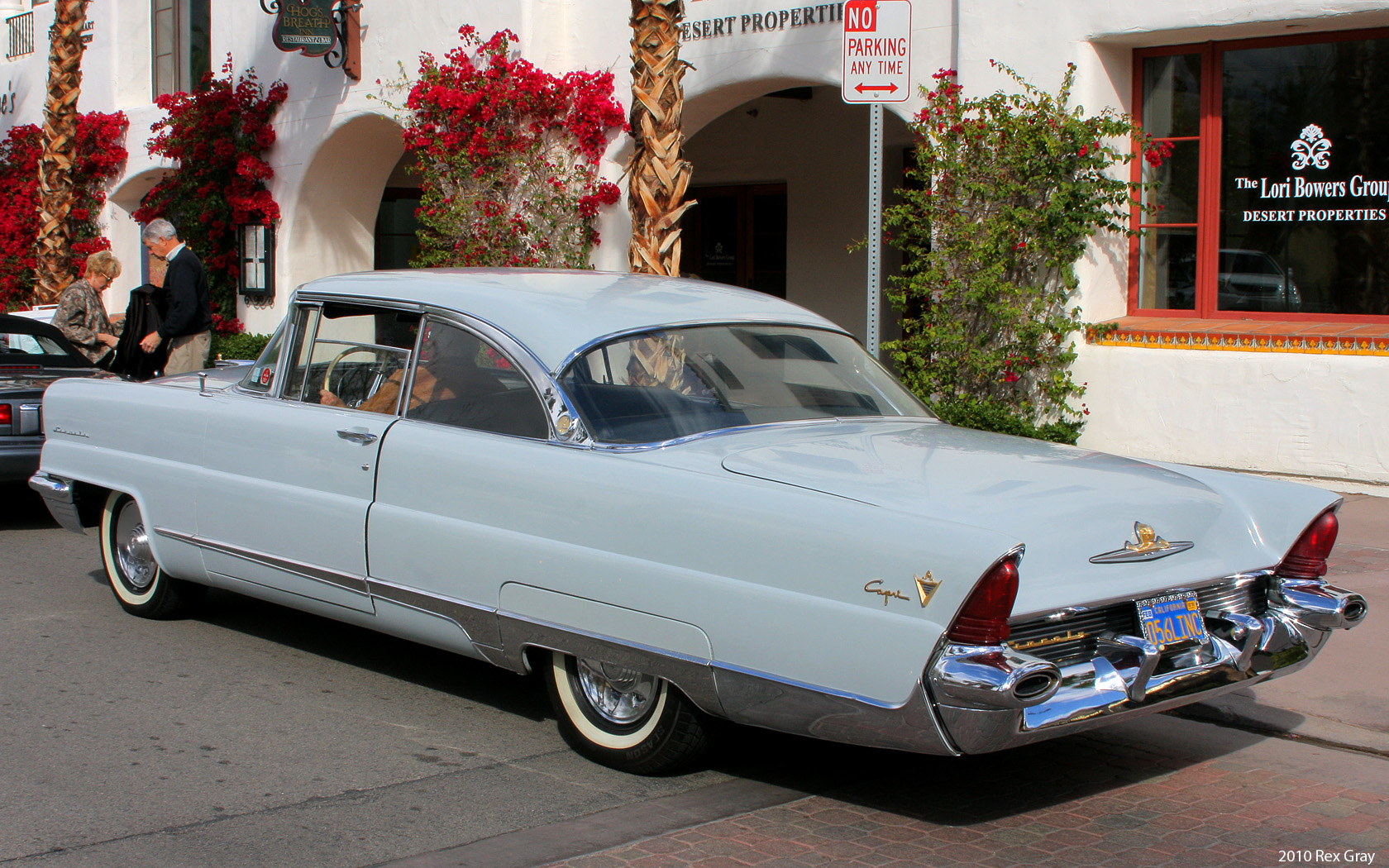
Lincoln Capri II - tył

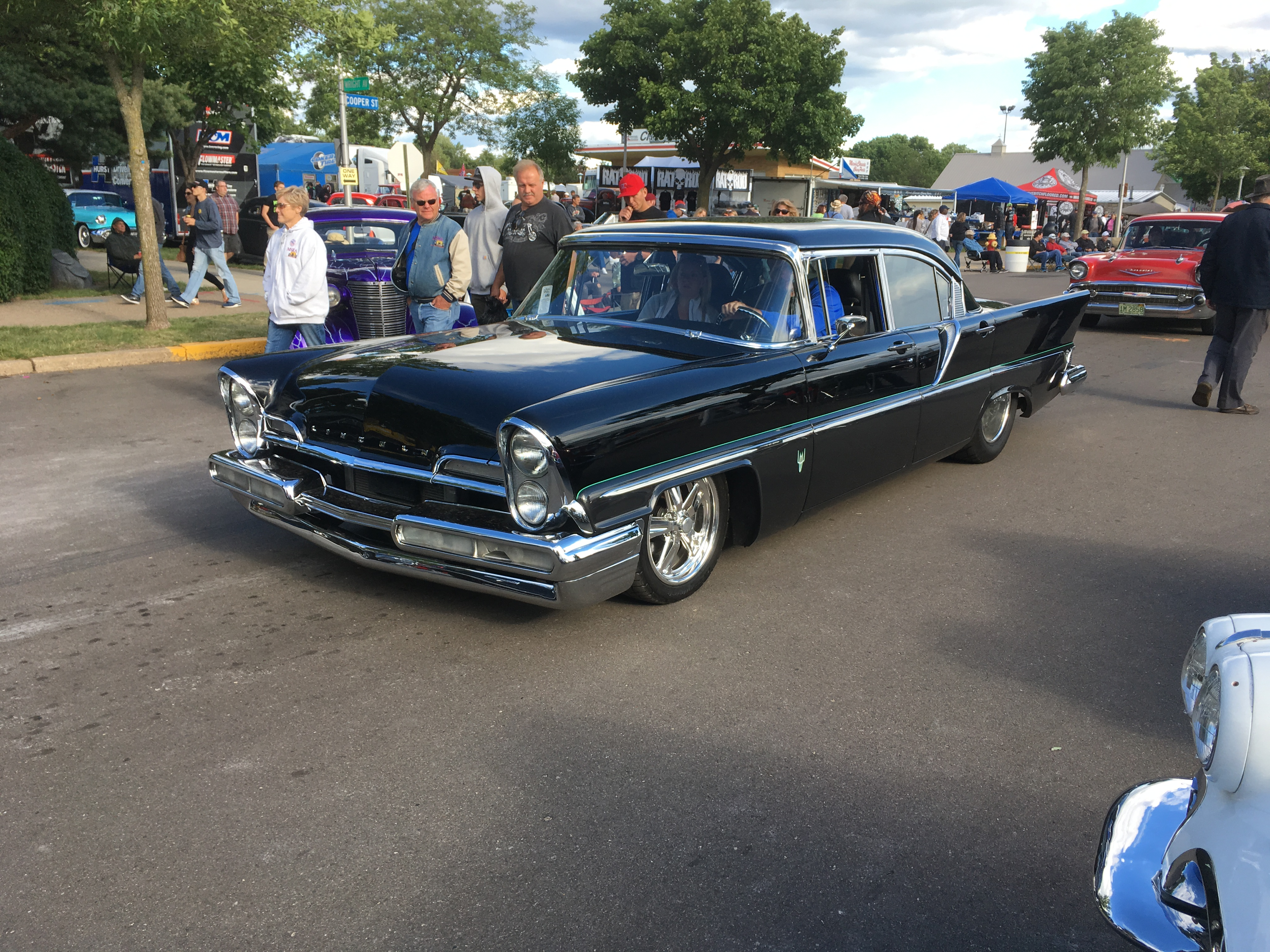
Lincoln Capri II Sedan

Lincoln Capri II został zaprezentowany po raz pierwszy w 1955 roku.
Druga i ostatnia generacja Lincolna Capri została zbudowana według nowej koncepcji, zyskując znacznie masywniejszą sylwetkę. Charakterystycznie dla północnoamerykańskiej motoryzacji lat 50. XX wieku, samochód wyróżniał się strzelistymi nadkolami z wyraźnie zaznaczonym, ostro ukształtowanymi oświetleniem.
Charakterystycznym elementem wyglądu nadwozia była podłużna, trzecia bryła nadwozia tworzona przez bagażnik, a także liczne chromowane ozdobniki zdobiące nadwozie.

### Silnik
- V8 6.0l Y-block